# Friedrich Wilhelm Meyer (Kupferstecher)
Friedrich Wilhelm Meyer (* 22. September 1777 in Berlin; † 4. Dezember 1826 ebenda) war ein deutscher Kupferstecher.
Er war ein Sohn des Friedrich Elias Meyer, Vorsteher und Modellmeister in der Königlichen Porzellan Manufaktur in Berlin, und dessen Ehefrau Johanna Friederica, geb. Martius. Er wurde in Berlin als Kupferstecher tätig. Seine Schwerpunkte waren historische Ereignisse, Porträts preußischer und russischer Adliger und Honoratioren. Er fertigte außerdem Illustrationen zu Romanen, Taschenbüchern und belletristischen Werken. Zu der von Meno Burg 1822 verfassten Schrift Geometrische Zeichenkunst lieferte er die Aquatintablätter. 1822 beschickte er die Ausstellung der Akademie der Künste. Er heiratete am 12. Juli 1821 Dorothea Charlotte Wilhelmine Einsporn.